# جمهوری ارس
جمهوری تُرک ارس (به ترکی آذربایجانی: Araz Türk Cümhuriyyəti) حکومتی کوتاه در قفقاز جنوبی بود. بعد از شکست عثمانیها در جنگ جهانی اول، آنها متعهد شدند تا از قفقاز خارج شوند، ولی از اجرای کامل این تعهد سرباززدند و ستادهای نظامی آنها در جنوب غرب قفقاز – نخجوان باقی‌ماندند. این گروه نظامی با کمک مساواتی‌های نخجوان هسته‌های اولیه بنیان جمهوری ارس را تشکیل دادند. جمهوری ارس با حمایت و دخالت مستقیم لشکر ۹ ترکیه تأسیس گردید که حوزه عملکرد آن از غرب به قارص و از شرق به اردوباد کشیده شده بود و اراضی وسیعی از ناحیه ارس را می‌پوشاند. این جمهوری از ۱۲ آوریل سال ۱۹۱۸ میلادی شروع به فعالیت رسمی نمود.
قلمرو جمهوری ارس از ایگدیر تا مهری کشیده شده بود که شامل نخجوان، شرور، دره لیز، و دی‌باسار، قمرلی، جلفا (ایران)، اردوباد و مهری بود.
جمهوری ارس تا ۱۲ فوریه سال ۱۹۱۹ میلادی در جنوب غرب قفقاز ادامه داشت تا اینکه در ژانویه سال ۱۹۱۹ میلادی نیروهای انگلیسی نخجوان را اشغال کردند.

## اهداف ضد ایرانی
یکی از اهداف ترکیه از تاسیس و حمایت از این جمهوری جلوگیری از الحاق مناطق جدا شده از ایران به خاک کشور ایران و از بین بردن کانونهای ملی و مردمی نخجوان بود.